# 熊本県道59号有明倉岳線
熊本県道59号有明倉岳線（くまもとけんどう59ごう ありあけくらたけせん）は、熊本県天草市から上天草市を経由して、天草市に至る県道（主要地方道）である。

## 概要
天草市有明町大浦から上天草市を経由して、天草市倉岳町浦に至る。天草上島の中央から南北に横断する。起点から熊本県道34号松島馬場線と交差・重複する上天草市松島町教良木までの区間は道幅が狭い区間が多いが、そこから終点までの区間は片側1車線が確保されている。

### 路線データ
- 起点：天草市有明町大浦（国道324号交点）
- 終点：天草市倉岳町浦（国道266号交点）

## 歴史
開設当初は熊本県道109号倉岳大浦港線として開通。起点は天草市（旧天草郡）倉岳町浦、国道266号交点起点。

### 年表
- 1993年（平成5年）5月11日 - 建設省から、県道倉岳大浦港線の一部が有明倉岳線として主要地方道に指定される[1]。
- 1994年（平成6年）4月1日 - 路線認定。

## 路線状況

### 重複区間
- 天草上島中央広域農道（天草市有明町楠甫）
- 熊本県道34号松島馬場線（上天草市松島町教良木）

## 地理

### 通過する自治体
- 天草市
- 上天草市
- 天草市

### 交差する道路
| 交差する道路                                                    | 市町村名 | 交差する場所 | 交差する場所 |
| --------------------------------------------------------------- | -------- | ------------ | ------------ |
| 国道324号                                                       | 天草市   | 有明町大浦   | 起点         |
| 天草上島中央広域農道 / 天草オレンジライン 重複区間起点          | 天草市   | 有明町楠甫   |              |
| 天草上島中央広域農道 / 天草オレンジライン 重複区間終点          | 天草市   | 有明町楠甫   |              |
| 熊本県道34号松島馬場線 重複区間起点 熊本県道277号姫戸港教良木線 | 上天草市 | 松島町教良木 |              |
| 熊本県道34号松島馬場線 重複区間終点                             | 上天草市 | 松島町教良木 |              |
| 国道266号                                                       | 天草市   | 倉岳町浦     | 終点         |

### 沿線
- 楠浦郵便局
- 上天草市立教良木小学校
- 教良木郵便局
- 教良木ダム